# Nonciature apostolique en Allemagne
La nonciature apostolique en Allemagne constitue la représentation officielle du Saint-Siège à Berlin, où réside le nonce apostolique.

## Histoire
Le premier nonce apostolique envoyé sur le territoire allemand fut Lorenzo Campeggio à partir de 1511. Il fut particulièrement utilisé par le Saint-Siège lors de la publication des 95 thèses de Luther en 1517. Il rencontra à plusieurs reprises Luther et entama des négociations avec lui pour qu’il limite ses critiques vis-à-vis de l’Église. Malgré l’aide de Karl von Miltitz, ils ne parviennent pas à réellement ralentir l’expansion du Luthéranisme.
En 1584, un nonce apostolique est envoyé à Cologne pour représenter les intérêts du Vatican auprès des électorats de Cologne, Mayence et Trèves. En 1804, le nonce est rattaché à celui d'Autriche (en) bien qu’en réalité, il n’était plus en service depuis 1795 et l’occupation du territoire par les troupes françaises.
En 1785 à l’initiative de l’empereur Joseph II, une nouvelle nonciature est ouverte dans le Saint-Empire, en Bavière, à Munich. Lorsque la nonciature apostolique de Cologne ferme en 1795, celle de Munich demeure la dernière d’Allemagne actuelle. Elle joue alors un rôle décisif dans la protection de l’Église et des fidèles avec la montée de l’anticléricalisme, notamment due aux conquêtes napoléoniennes. En 1800, Munich tombe aux mains des Français et contraint le nonce apostolique de partir, il ne reviendra à Munich qu’en 1818. À partir de 1934, un politique de centralisation est menée par le gouvernement nazie et mène à la fermeture de la nonciature de Munich en octobre 1936. 
Le Saint-Siège et l'Allemagne concluent un accord le 1er mai 1920 qui met en place une nonciature apostolique à Berlin, le nonce apostolique en Prusse (en). Également appelé « nonce apostolique d’Allemagne », Monseigneur Pacelli endosse ce rôle après avoir servi plusieurs années pour le Vatican à Munich. Après la fin de la Seconde Guerre mondiale, le partage de l’Allemagne met fin à la nonciature apostolique de Berlin. Le régime communiste en place étant largement anticlérical. 
En 1951, les relations entre le Vatican et l’Allemagne de l'Ouest sont maintenues avec l’ouverture d’une nonciature apostolique à Bonn.

## Nonces apostoliques

### Auprès duSaint-Empire romain germanique
- Lorenzo Campeggio (1511-1539)
  - Karl von Miltitz (1518-1520 ; nonce apostolique en Saxe)

#### À Cologne
- Giovanni Francesco Bonomi (en) (1584-1587), également évêque de Verceil
- Ottavio Mirto Frangipani (en) (1587-1596), également évêque de Caiazzo (de)
- Cesare Speciano (en) (1596-1598), également évêque de Crémone
- Coriolano Garzadori (en) (1598-1606), également évêque d'Absorus
- Attilio Amalteo (en) (1606-1610), également archevêque titulaire d'Athènes
- Antonio Albergati (en) (1610-1621), également évêque de Bisceglie (en)
- Pietro Francesco Montorio (en) (1621-1624)
- Pier Luigi Carafa (1624-1634), également évêque de Tricarico
- Martino Alfieri (en) (1634-1639), également évêque d'Isola (de)
- Fabio Chigi (futur pape Alexandre VII ; 1639-1651), également évêque de Nardò-Gallipoli
- Giuseppe Maria Sanfelice (it) (1652-1659), également archevêque de Cosenza
- Marco Galli (1659-1666), également évêque de Rimini
- Agostino Franciotti (en) (1666-1670), également archevêque titulaire de Trébizonde (de)
- Francesco Buonvisi (1670-1672), également archevêque titulaire de Thessalonique (de)
- Opizio Pallavicini (1672-1680), également archevêque titulaire d'Éphèse (de)
- Ercole Visconti (it) (1680-1687), également archevêque titulaire de Damiette (de)
- Sebastiano Antonio Tanara (1687-1690), également archevêque titulaire de Damas (de)
- Gianantonio Davia (1690-1696), également archevêque titulaire de Thèbes (de)
- Fabrizio Paolucci (1696-1698), également évêque de Macerata et Tolentino (it)
- Orazio Filippo Spada (1698-1702), également archevêque titulaire de Thèbes (de)
- Giulio Piazza (1702-1706), également archevêque titulaire de Rhodes (de)
- Giovanni Battista Bussi (1706-1712), également archevêque titulaire de Tarse
- Girolamo Archinto (it) (1712-1720), également archevêque titulaire de Tarse
- Vincenzo Santini (pl) (1721-1721), également archevêque titulaire de Trébizonde (de)
- Gaetano de' Cavalieri (1722-1732), également archevêque titulaire de Tarse
- Giacomo Oddi (1732-1735), également archevêque titulaire de Laodicée-en-Phrygie (de)
- Fabrizio Serbelloni (1735-1738), également archevêque titulaire de Patras
- Ignazio Michele Crivelli (1739-1744), également archevêque titulaire de Césarée-en-Cappadoce (de)
- Girolamo Spinola (1744-1754), également archevêque titulaire de Laodicée-en-Phrygie (de)
- Niccolò Oddi (1754-1759), également archevêque titulaire de Trajanopolis-en-Rhodope (de)
- Cesare Alberico Lucini (it) (1760-1766), également archevêque titulaire de Nicée
- Giovanni Battista Caprara (1766-1775), également archevêque titulaire d'Iconium (de)
- Carlo Bellisomi (1775-1785), également archevêque titulaire de Tyane (de)
- Bartolomeo Pacca (1786-1794), également archevêque titulaire de Damiette (de)
- Annibale della Genga (futur pape Léon XII ; 1794-1804), également archevêque titulaire de Tyr

### À Munich
- Giulio Cesare Zollio (it) (1785-1795), également archevêque titulaire d'Athènes
- Emidio Ziucci (1796-1800), également archevêque titulaire de Damas (de)

Fermeture de la nonciature apostolique entre 1800 et 1818
- Francesco Serra-Cassano (1818-1827), également archevêque titulaire de Nicée
- Charles d'Argenteau (1827-1837), également archevêque titulaire de Tyr
- Michele Viale-Prelà (1838-1841), également archevêque titulaire de Carthage
- Michele Viale-Prelà (1841-1845), également archevêque titulaire de Carthage
- Carlo Luigi Morichini (1845-1847), également archevêque titulaire de Nisibis (de)
- Carlo Sacconi (1848-1853), également archevêque titulaire de Nicée
- Antonio Saverio De Luca (1853-1856), également archevêque titulaire de Tarse
- Flavio Chigi (1856-1861), également archevêque titulaire de Myre (de)
- Matteo Eustachio Gonella (1861-1866), également archevêque titulaire de Néocésarée-du-Pont (de)
- Pier Francesco Meglia (1866-1874), également archevêque titulaire de Damas (de)
- Angelo Bianchi (1874-1877), également archevêque titulaire de Myre (de)
- Gaetano Aloisi Masella (1877-1879), également archevêque titulaire de Néocésarée-du-Pont (de)
- Cesare Roncetti (pt) (1879-1881), également archevêque titulaire de Séleucie-en-Isaurie (de)
- Angelo Di Pietro (1882-1887), également archevêque titulaire de Nazianze
- Fulco Luigi Ruffo-Scilla (1887-1889), également archevêque titulaire de Petra-en-Palestine
- Antonio Agliardi (1889-1893), également archevêque titulaire de Césarée-en-Palestine
- Andrea Aiuti (1893-1896), également archevêque titulaire de Damiette (de)
- Benedetto Lorenzelli (1896-1899), également archevêque titulaire de Sardes (de)
- Cesare Sambucetti (it) (1900-1901), également archevêque titulaire de Corinthe
- Giuseppe Macchi (1902-1904), également archevêque titulaire de Thessalonique (de)
- Carlo Caputo (de) (1904-1907), également archevêque titulaire de Nicomédie (de)
- Andreas Franz Frühwirth (1907-1916), également archevêque titulaire d'Héraclée-en-Europe (de)
- Giuseppe Aversa (de) (1916-1917), également archevêque titulaire de Sardes (de)
- Eugenio Pacelli (futur Pie XII ; 1917-1925), également archevêque titulaire de Sardes (de)
- Alberto Vassallo di Torregrossa (1925-1936), également archevêque titulaire d'Émèse (de)

### À Berlin
- Eugenio Pacelli (futur Pie XII ; 1920-1930), également archevêque titulaire de Sardes (de)
- Cesare Orsenigo (1930-1945), également archevêque titulaire de Ptomélaïs-en-Libye (de)
- Aloisius Joseph Muench (1946-1951), également archevêque titulaire de Sélymbrie (de)

Fermeture de la nonciature apostolique entre 1951 et 2001
- Giovanni Lajolo (2001-2003), également archevêque titulaire de Caesariana (de)
- Erwin Josef Ender (2003-2007), également archevêque titulaire de Germania-en-Numidie (de)
- Jean-Claude Périsset (2007-2013), également archevêque titulaire d'Accia (de)
- Nikola Eterović (2013-en cours)[2], également archevêque titulaire de Siscia (de)

### À Bonn
- Aloisius Joseph Muench (1951-1959), également archevêque titulaire de Sélymbrie (de)
- Corrado Bafile (1960-1975), également archevêque titulaire d'Antioche-de-Pisidie (de)
- Guido Del Mestri (1975-1984), également archevêque titulaire de Tuscamia (de)
- Josip Uhač (1984-1991), également archevêque titulaire de Tharros (de)
- Lajos Kada (1991-1995), également archevêque titulaire de Thibica (de)
- Giovanni Lajolo (1995-2001), également archevêque titulaire de Caesariana (de)